# Zona Monumental de Ancón
La Zona Monumental de Ancón es el casco histórico ubicado en el distrito de Ancón, en la Provincia de Lima, Lima, Perú. La zona monumental es «Patrimonio Cultural de la Nación» desde 1989 mediante el R.J.N° 009-89-INC/J. La zona monumental es conocida por sus casonas y ranchos.

## Delimitación
La zona monumental de Ancón está comprendida dentro de los siguientes límites según la R.J.N° 009-89-INC/J del 12 de enero de 1989: "Es el área comprendida dentro del perímetro formado por la ribera del mar, calle Ancón, los límites exteriores de la antigua Estación de Ferrocarril, la línea imaginaria que comprende la prolongación de las calles Cajamarca, Abtao y Balta, calle Almirante Grau hasta la ribera del mar. Según plano No. 88-0171. "

## Lugares de interés

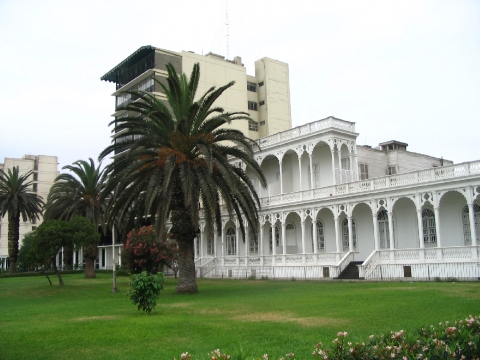
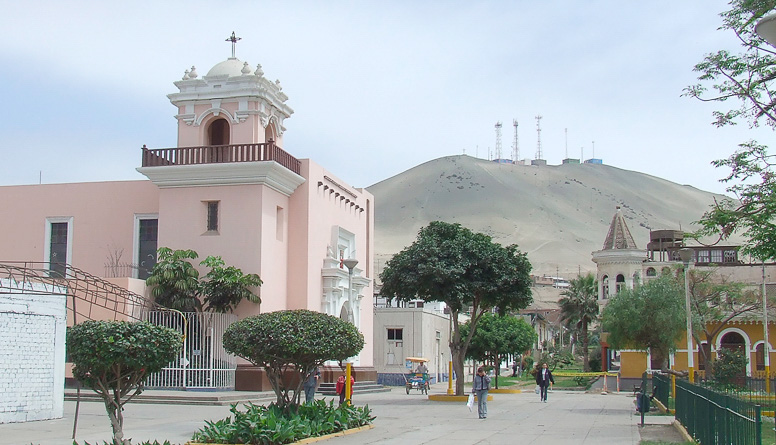
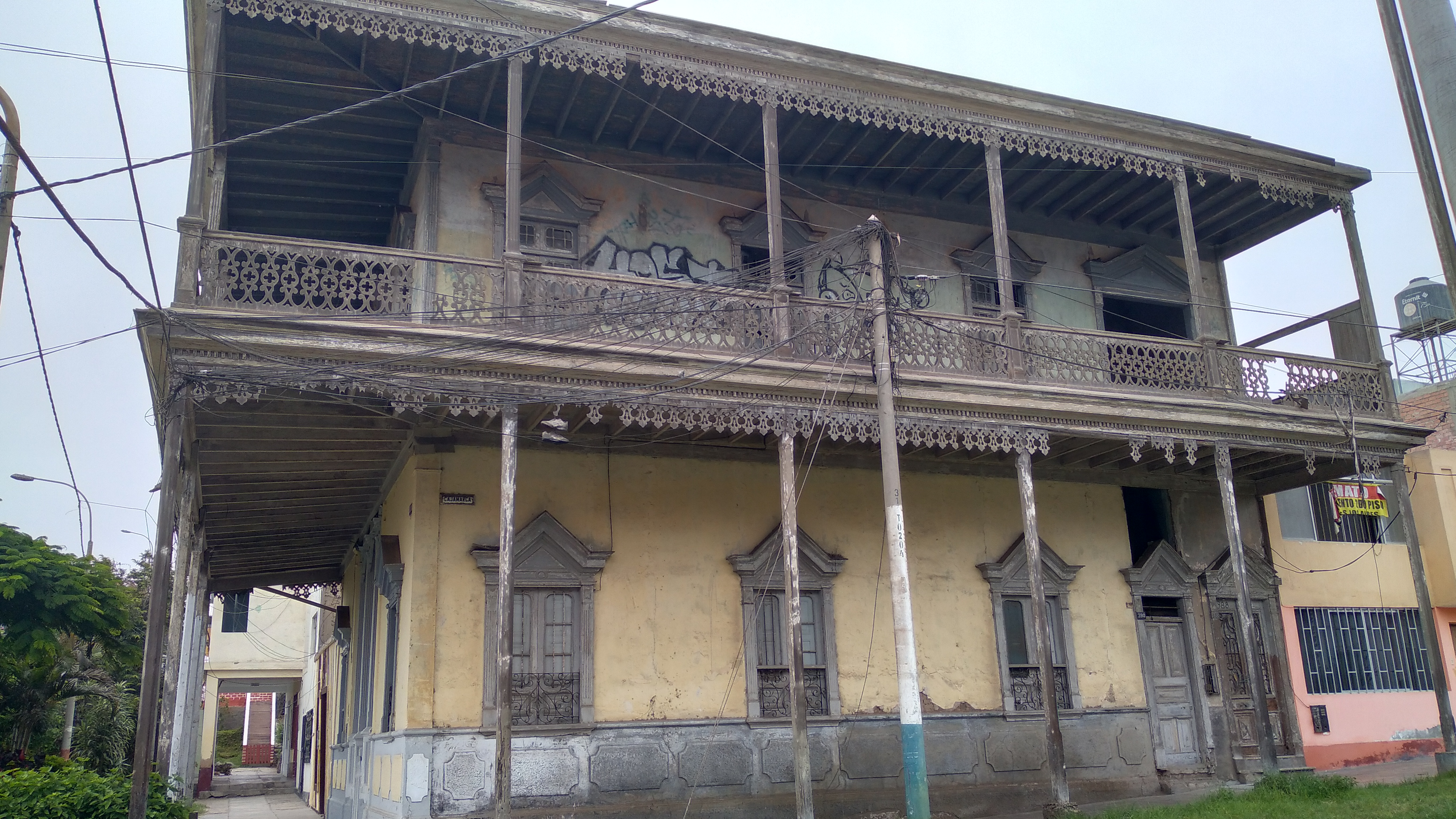
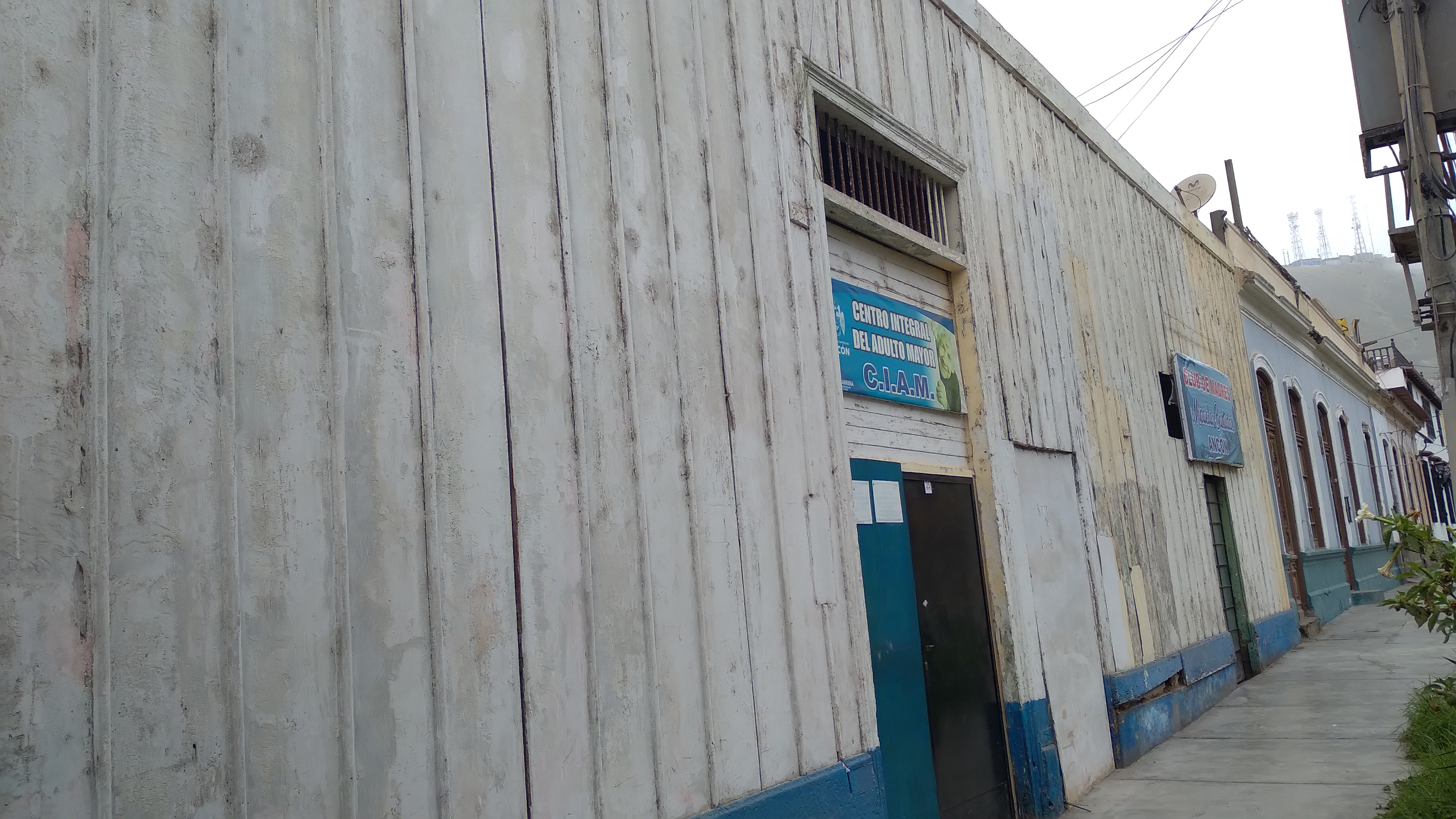
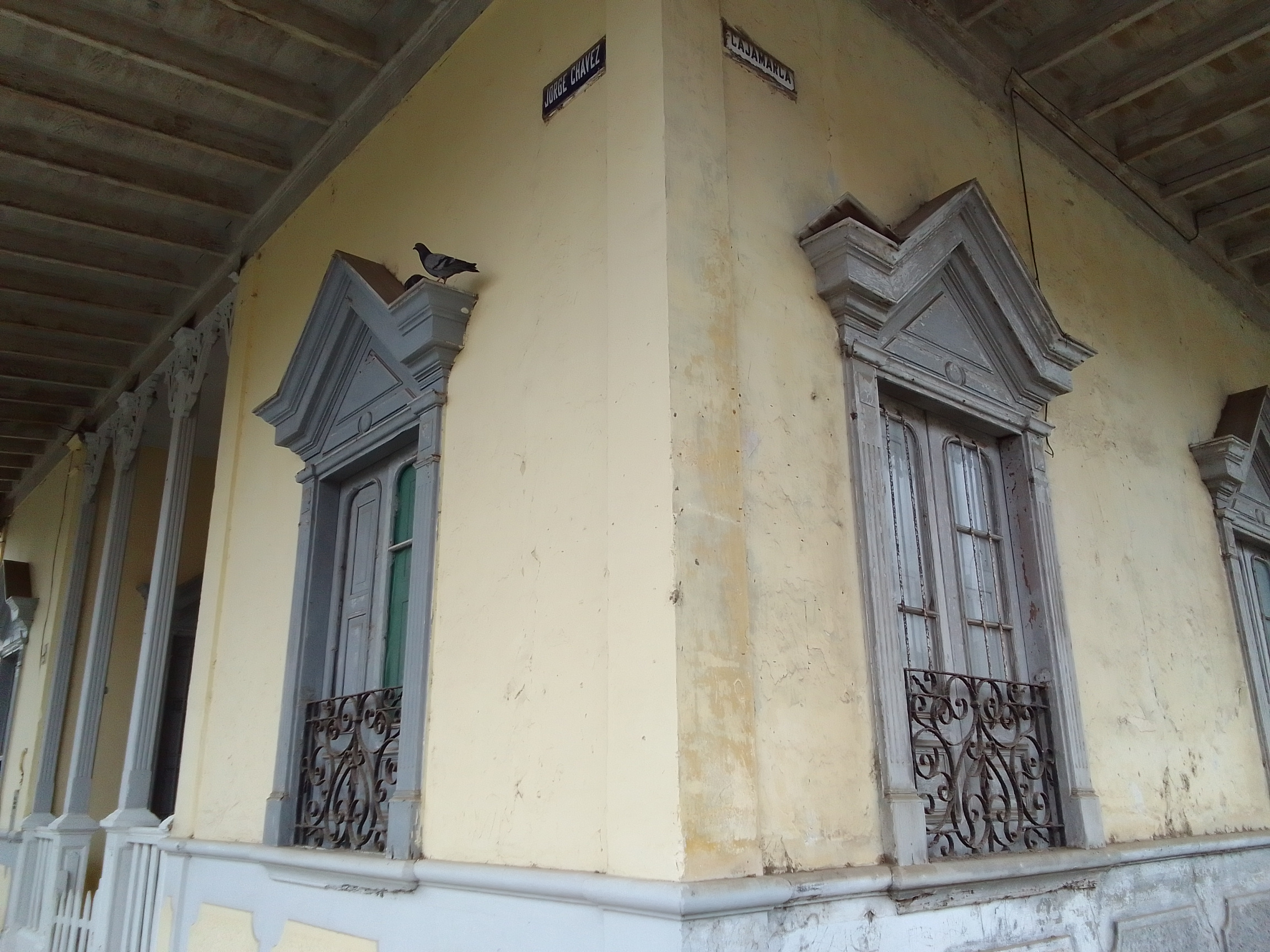
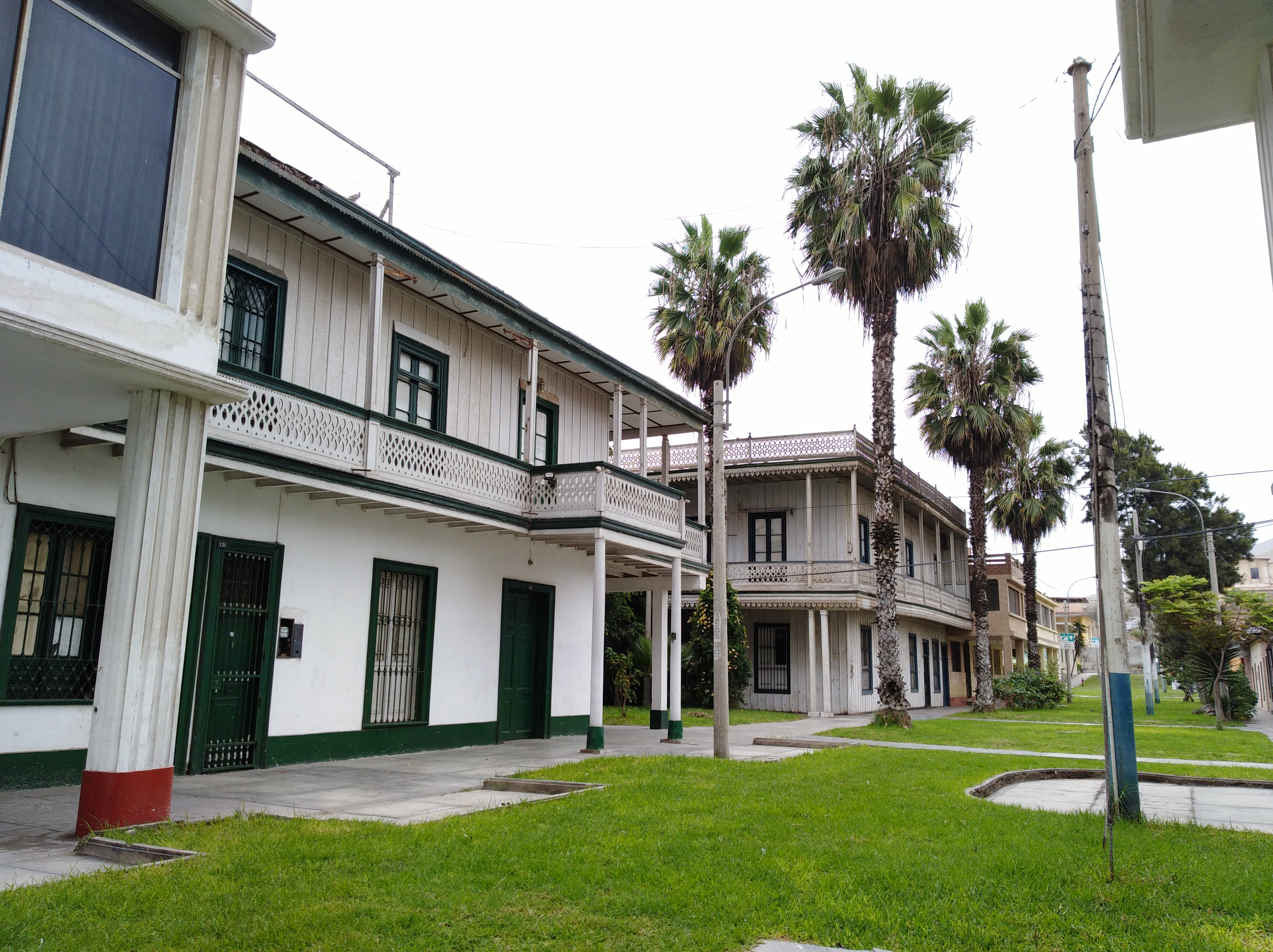
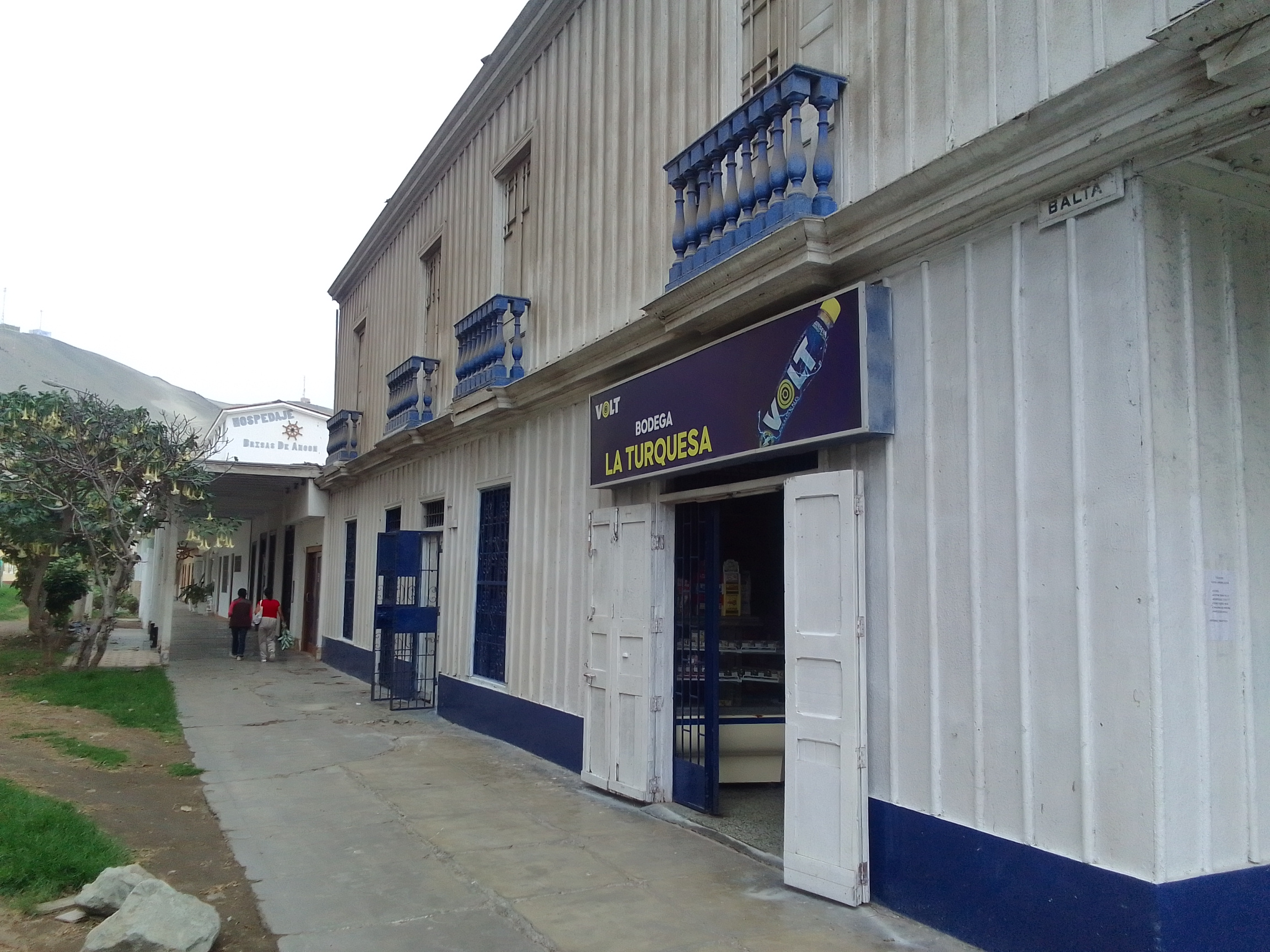

- Casa de los hermanos Meiggs.
- Casa de Andrés A. Cáceres.
- Casa del presidente José Balta.
- Casa de Ricardo Palma.
- Antiguo Hotel del balneario.
- Estación del ferrocarril.
- Plaza de Armas.